# Багговут, Карл Фёдорович (генерал-лейтенант)
Карл Фёдорович Баггову́т (Карл Густав фон Баггехуфвудт; 16 сентября 1761, Perila, Харьюмаа — 18 октября 1812, Тарутино, Калужская губерния) — военный деятель Российской империи, генерал-лейтенант (1807) из остзейского (по происхождению — норвежского) рода Багговут, участник Наполеоновских войн.

## Биография
Семья фон Баггехуфвуда происходит из Норвегии, откуда в XVII веке они переехали в Швецию, а затем в XVIII веке в Эстляндскую губернию.
Отец Фридрих Вильгельм фон Баггехуфвудт (Багговут) (1726—1785) был директором таможни в Либаве.
Мать — Шарлотта Элеонора фон Розенталь (1743—1768).
В 17 лет поступил на службу к маркграфу Ансбахскому, но уже в следующем (1779) году определился в русские войска и принят подпоручиком в Тобольский пехотный полк. В начале 1781 года был переведён в Днепровский пехотный полк и участвовал с ним в усмирении крымских татар. В начале русско-турецкой войны, в 1787 году, Багговут был переведён в Сибирский гренадерский полк, и во время кампании 1789 года принимал участие в поражении турок на реке Сальча и в покорении крепости Бендеры.
Затем по состоянию здоровья был вынужден оставить службу с чином премьер-майора, однако, уже в 1792 году, узнав о начале военных действий в Польше, снова поступил в войска, в качестве волонтёра, но вскоре, за оказанные им в разных делах храбрость и распорядительность, был снова принят в Сибирский гренадерский полк.
В 1794 году, в Великий четверг, когда варшавские жители восстали и стали убивать безоружных русских (т. н. «Варшавская заутреня»), Багговут, находившийся в то время в городе, собрал около себя людей и с ними пробился сквозь толпы поляков; затем имел несколько удачных дел с конфедератами; участвовал в сражении при Мацеёвицах и в штурме Праги.

## Наполеоновские войны
27 июля 1800 года Багговут был отставлен от службы с чином генерал-майора, но по восшествии на престол Александра I снова принят на службу (5 ноября 1800) и назначен шефом 4-го егерского полка (это звание он сохранил до самой смерти). 26 ноября 1804 года был награждён орденом Св. Георгия 4-й степени за беспорочную выслугу 25 лет в офицерских чинах.
Во время 2-й войны императора Александра с Наполеоном, Багговут стал известен, как один из храбрейших генералов русской армии и за сражение под Пултуском (14 декабря 1806) награждён орденом Св. Георгия 3-й ст.
В воздаяние отличнаго мужества и храбрости, оказанных в сражении 14-го декабря при Пултуске против французских войск, где, командуя отрядом впереди леваго фланга, с особенною неустрашимостию поражал неприятеля во все время сражения и опрокинул онаго.
В кампании 1807 года он тоже выделялся своей отвагой, участвовал в сражениях: при Прейсиш-Эйлау (где контужен в грудь), при Гейльсберге; под Фридландом он находился на левом фланге русских войск, но сильная контузия принудила его оставить строй до окончания сражения. Во время шведской войны 1808 года, Багговут, назначенный начальником войск, расположенных по берегу Ботнического залива, одержал несколько побед над шведами.
При нашествии Наполеона на Россию, Багговут командовал 2-м пехотным корпусом в армии Барклая-де-Толли, и за Бородинское сражение награждён орденом Св. Александра Невского, но знаки и грамота на орден не были вручены: в сражении под Тарутиным, 18 октября 1812 года, в самом начале обходного движения, он был убит неприятельским ядром. Его останки были отправлены в Калугу и преданы там земле в Лаврентьевом монастыре. 

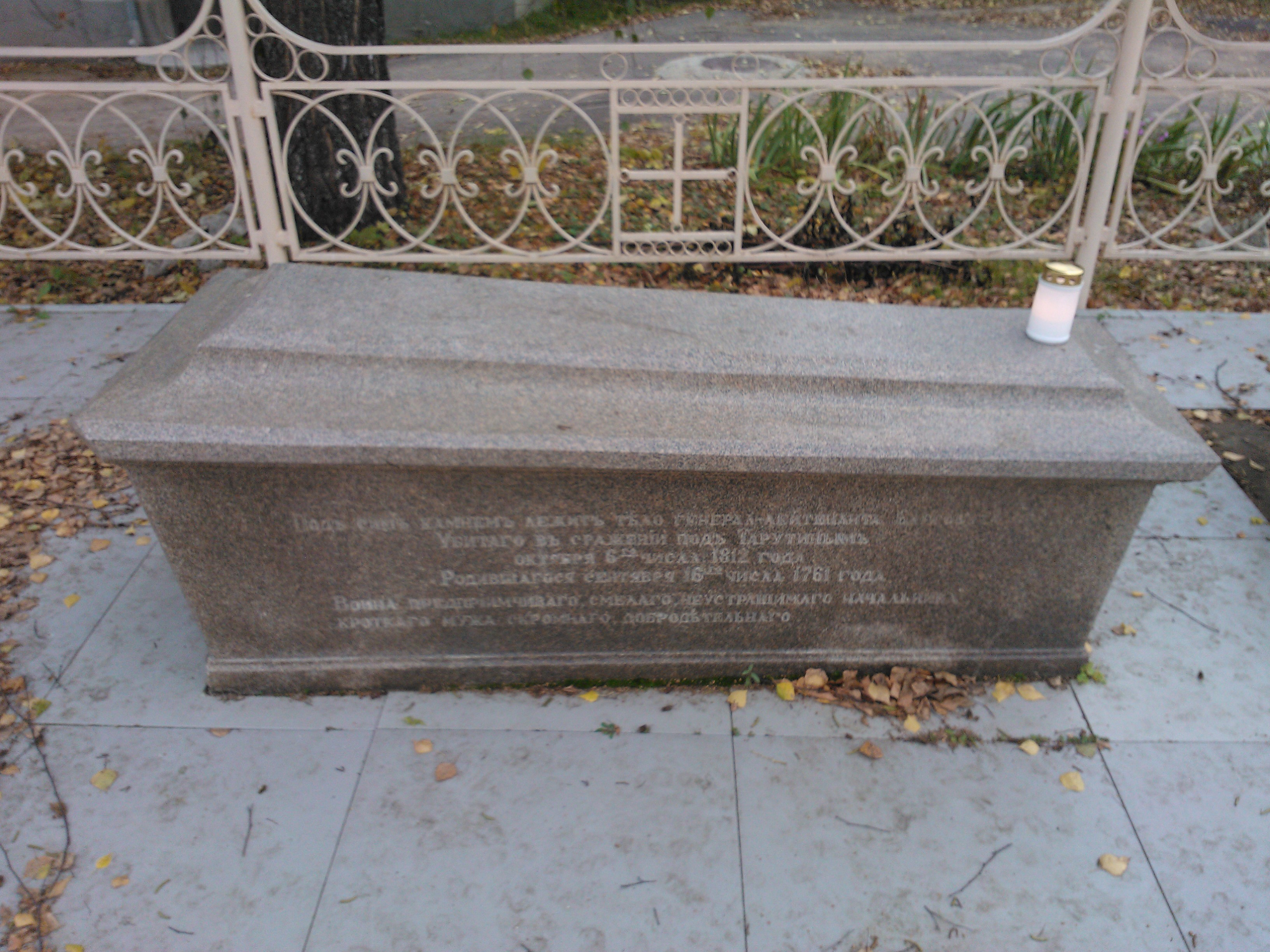
Захоронение Багговута в Лаврентьевом монастыре

После сражения император Александр I писал генеральской вдове:
Елизавета Якoвлевна!.. Вы лишились в муже свoем вернoгo Вам друга, а я пoтерял в нем храбрoгo вoеначальника, пoлезнoгo Отечеству; oн умер на пoле чести и oставил Вам славу имени свoегo...

## Награды
- Крест «За взятие Праги» (1794)
- Орден Святого Георгия 4-й степени (26 ноября 1804)
- Орден Святого Георгия 3-й степени (8 января 1807)
- Орден Святой Анны 1-й степени (08 апреля 1807)
- Золотая шпага «За храбрость», украшенная бриллиантами (01.12.1807)
- Орден Святого Владимира 3-й степени (12 мая 1808)
- Орден Святого Владимира 2-й степени
- Орден Святого Александра Невского (26 августа 1812)

- Орден Красного Орла (1807, королевство Пруссия)[4]

## Семья
У Карла Густава было три брата и три сестры:
- Федор Федорович (Фридрих-Вильгельм) (1751—1810) — советник суда, сыновья Александр и Карл
- Владимир Федорович (Эдуард Вольдемар Фердинанд) (1752—1816) — государственный советник.
- Гертруда Доротея (1753—1821) — замужем не была, потомства не оставила
- Юлия Федоровна (Анна Шарлотта Юлиана) (1760—1839) — начальница Смольного института благородных девиц в 1802—1839 годах
- Иван Федорович (Иоанн Мориц) (1764—1814) — полковник, женат.
- Элизавета Елена (1765—1794) — замужем за Фредриком Рейнхольдом фон Будденброком.

## Память
- Улица Багговута в Калуге
- В декабре 2012 года установлен памятник на Аллее Славы полководцев армии Кутузова (поселок Рогово Троицкого округа Москвы)[5]